# ساندرا فيشر
ساندرا فيشر (بالإنجليزية: Sandra Fisher)‏ هي رسامة بريطانية، ولدت في 6 مايو 1947 في نيويورك في الولايات المتحدة، وتوفيت في 19 سبتمبر 1994 في لندن في المملكة المتحدة.